# قلمرو (مینی‌سریال)
قلمرو (دانمارکی: Riget؛ ‏انگلیسی: The Kingdom) یک مینی‌سریال معمایی و ترسناک هشت قسمتی دانمارکی به کارگردانی لارس فون تریه است که در سال ۱۹۹۴ منتشر شد.
ماجرای سریال در بخش جراحی مغز و اعصاب اصلی‌ترین و بزرگ‌ترین بیمارستان کشور دانمارک واقع در کپنهاگ رخ می‌دهد که بدان لقب «قلمرو» را داده‌اند و «قلمروی مردگان» را به ذهن بیننده می‌آورد.
لارس فون تریه از توئین پیکس و بلفگور یا شبح موزه لوور به‌عنوان دو الهام‌بخش ساخت این سریال تلویزیونی نام برده‌است.

## بازیگران
- استلان اسکاشگورد
- سورن پیلمارک
- گیتا نوربی
- ینس اوکین
- بریته نویمن
- اریک ودرسو
- اودو کی‌یر
- لارا کریستنسن
- ورا گبوهر
- توماس بو لارسن
- بارد اووه
- توربن سلر
- دیک کایسو
- اوتو برادنبورگ
- آندرس هووه
- پیتر میوگین
- تروئلس لیوبی
- اَنشت-هوگو یارگورد
- السه پیترسن